# Saint-Brès, Hérault
Saint-Brès är en kommun i departementet Hérault i regionen Occitanien i södra Frankrike. Kommunen ligger i kantonen Castries som tillhör arrondissementet Montpellier. År 2022 hade Saint-Brès 3 462 invånare.

## Befolkningsutveckling
Antalet invånare i kommunen Saint-Brès
Referens:INSEE